# F-FactoryJapan
株式会社F.FACTORY JAPAN（エフ・ファクトリー・ジャパン）は、東京都港区東麻布に本社を置く芸能プロダクション・放送番組制作・芸能スクール経営を行う会社。

## 概要
F.FACTORYJAPAN（えふふぁくとりーじゃぱん F.FACTORYJAPAN Co.,Ltd ）は東京都港区に本部を置く、芸能プロダクション・広告代理店である。同時にラジオパーソナリティを育成するDJスクールも運営している。
2001年（平成13年）11月、藤見信嘉によってクラブDJの営業、ラジオパーソナリティの全国派遣を目的とした芸能プロダクションとして設立された。藤見自身が前職よりラジオ及びクラブにて活躍していたこともあり、独立した暁に設立させた会社であった。次期を経ていくにつれ、テレビタレント・モデル・ダンサーなど総合的な芸能事務所としての特色を得ていく。同時にラジオ局にて企業のCMを出稿するという方式を取り、MCの全国進出に拍車をかけている。
設立20年を経ているが芸能事務所としては堅実な経営体制を持ち、100名以上のタレントを有する。